# Asesinato de Raed Zeiter
Raed Zeiter (c. 1976—10 de marzo de 2014) fue un juez jordano que fue asesinado a tiros por soldados israelíes el 10 de marzo de 2014 en el paso fronterizo del puente Allenby, un puente sobre el río Jordán, que conecta Jericó en la Cisjordania ocupada por Israel con Jordania.
Los soldados israelíes implicados afirmaron que Zeiter había intentado arrebatarle un arma a un soldado y también los había atacado con un palo de metal, una versión que fue refutada por un testigo presencial que habló con los medios de comunicación internacionales, así como por representantes del gobierno de Jordania, entre otros. El acontecimiento se convirtió en un incidente internacional e Israel emitió formalmente una declaración de pesar.

## Asesinato
Raed Zeiter, de 38 años, trabajaba como juez en un tribunal de magistrados de Jordania, aunque su ciudad natal era Nablus (en la Cisjordania ocupada por Israel). Los soldados israelíes comentaron que había atacado a los soldados con un palo de metal, lo que fue desmentido por un testigo presencial que declaró que Zeiter y los soldados habían estado discutiendo antes de que Zeiter fuera empujado y asesinado a tiros. El incidente ocurrió en el cruce del puente Allenby entre los territorios palestinos ocupados y Jordania. Si bien los procedimientos de cruce de frontera suelen grabarse, el ejército dijo más tarde que las cámaras del lugar no funcionaban correctamente.
Según The New York Times, en el cruce rara vez se habían producido actos de violencia. La zona del puente está administrada conjuntamente por Jordania e Israel.

## Reacciones
El padre de Zeiter y funcionarios del gobierno jordano, como el ministro de Información, Mohammad Momani, pidieron poco después del incidente que se realizaran investigaciones y se detuvieran los agentes fronterizos implicados. «Mi hijo estaba desarmado, ni siquiera sabía cómo utilizar un arma», dijo Ala Zeiter. El ejército israelí afirmó que había llevado a cabo una «investigación exhaustiva» para respaldar su opinión sobre el incidente, incluido el interrogatorio de múltiples testigos.
El principal partido islamista de Jordania condenó lo que consideró una «brutalidad israelí». Murad Adaileh, del Frente de Acción Islámica, afirmó en un comunicado que «el enemigo sionista no respeta ningún acuerdo» y que la «agresión contra el ciudadano jordano muestra la brutalidad de la ocupación sionista». Miles de manifestantes protestaron frente a la embajada de Israel en Amán (Jordania) y exigieron la expulsión del embajador israelí. Mientras coreaban frases como: «¡Abajo el acuerdo de paz!».
La Autoridad Nacional Palestina abogó públicamente por una investigación internacional sobre el incidente. La oficina del primer ministro israelí, Benjamín Netanyahu, publicó un comunicado en el que afirmaba que «Israel lamenta la muerte del juez Raed Zeiter ayer en el puente Rey Hussein (Allenby) y expresa sus condolencias al pueblo y al gobierno de Jordania».

## Funeral
Cientos de palestinos y jordanos acudieron al funeral de Zeiter. Su ataúd, envuelto en una bandera jordana y otra palestina, fue enterrado por su familia en su ciudad natal de Nablus.
Israel pagó una indemnización por el asesinato de Zeiter en 2018, después de otro incidente similar en el que un guardia de la embajada israelí mató a dos jordanos en la embajada israelí en Amán. Se informó que la indemnización total para las tres víctimas fue de cinco millones de dólares.